# Hatházi Rebeka
Hatházi Rebeka (Kolozsvár, 1996. május 17. –) erdélyi magyar jelmez- és díszlettervező, illusztrátor, filmszínész.

## Család
Szülei Hatházi András és Palocsay Kisó Kata, nagyapja Palocsay Zsigmond, dédnagyapja Palocsay Rudolf.

## Tanulmányok
A kolozsvári Báthory István Elméleti Líceumban érettségizett 2014-ben. Színésznek készült, jelentkezett is a Színház- és Filmművészeti Egyetemre, aztán mégis a Marosvásárhelyi Művészeti Egyetem látványtervezés szakát (2019), majd 2023-ban a kolozsvári Babeș–Bolyai Tudományegyetem Színház és Film Karának mesterképzős szakát végezte el.

## Pályafutás
A Csíki Játékszínnek, a marosvásárhelyi színháznak, a szabadkai Népszínháznak, a szatmárnémeti Ács Alajos Stúdiónak, a székelyudvarhelyi Tomcsa Sándor Színháznak volt látvány-, díszlet- és jelmeztervezője.
Illusztrációit a Szivárvány és a Napsugár közölte.

## Díj
Játszott Reisz Gábor Magyarázat mindenre című filmjében, amiért 2024-ben átvehette a Magyar Filmkritikusok Díját a legjobb női epizódszereplő kategóriában.